# 亞美尼亞—阿塞拜疆和平協議
亞美尼亞—阿塞拜疆和平協議（Armenia–Azerbaijan peace agreement）是亞美尼亞和亞塞拜然為結束長達37年的納戈爾諾-卡拉巴赫衝突而締結的和平協議。該協議於2025年8月8日在美國白宮簽署，雙方就協議的所有條款達成共識，旨在為該地區帶來持久和平與穩定。協議涵蓋邊界劃定、安全合作以及兩國關係正常化的步驟。

## 簽署
2025年8月8日，美國總統唐納·特朗普在白宮會見到訪的亞美尼亞總理尼科爾·帕希尼揚和阿塞拜疆總統伊利哈姆·阿利耶夫，並且一同在和平協議上簽字，該協議被認為是亞美尼亞和阿塞拜疆結束在納戈爾諾-卡拉巴赫及兩國邊境衝突，邁向和平的進程中的重大突破。聯合國秘書長安東尼歐·古特瑞斯隨後發表歡迎亞美尼亞和阿塞拜疆簽署和平協議的聲明，並表示聯合國對推進高加索地區持久和平穩定的努力予以堅定的支持。亞美尼亞和阿塞拜疆表示將會提名特朗普角逐諾貝爾和平獎。

## 外部鏈接
- 協議全文：. 亞美尼亞共和國外交部. 2025-08-11.
- 维基共享资源上的相關多媒體資源：亞美尼亞—阿塞拜疆和平協議